# Mobirise
Mobirise Website Builder је бесплатна апликација за веб дизајн, развијена од стране Mobirise-а, која омогућава корисницима да праве и објављују бутстреп веб сајтове без кодирања. Mobirise је у суштини „превуци и отпусти” израђивач вебсајта који садржи различите теме. Функције софтвера могу се проширити куповином додатака.

## Историја
Прва бета верзија 1.0 објављена је 19. маја 2015. године са фокусом на некодирању веб дизајна и усклађености са Гугловим ажурирањем које је прилагођено мобилним уређајима. 30. септембра 2015. године објављена је верзија 2.0 која је додала падајуће меније, контактне обрасце, анимације, подршку за теме и проширења трећих страна. Од верзије 3.0, додате су и неке нове теме и проширења, и уведена је подршка за Бутстреп 4.
Дана 16. јуна 2017. објављена је верзија 4.0 којом је представљен нови интерфејс и нова подразумевана тема. У мају 2018. објављена је ажурирана верзија 4.4 за Андроид. Од верзије 4.6 ова апликација нуди теме за АМП. Од верзије 4.8, нуди се веб-хостинг за Mobirise сајтове. Последња доступна верзија је 4.12.3.